# Sunbury (Vitória)
Sunbury é uma cidade localizada a 39 quilômetros a noroeste do distrito comercial central de Melbourne, no estado de Vitória, na Austrália. Sua área de governo local é a cidade de Hume. No censo de 2016, Sunbury tinha uma população de 36.084 habitantes. Estatisticamente, Sunbury é considerada parte da Grande Melbourne.